# Ельблонг (гміна)
Гміна Ельблонг (пол. Gmina Elbląg) — сільська гміна у північній Польщі. Належить до Ельблонзького повіту Вармінсько-Мазурського воєводства. Адміністративний центр - місто Ельблонг (найбільше місто Польщі, у якому міститься адміністрація сільської гміни).
Станом на 31 грудня 2011 у гміні проживало 7198 осіб.

## Територія
Згідно з даними за 2007 рік площа гміни становила 192.06 км², у тому числі:
- орні землі: 65.00%
- ліси: 9.00%

Таким чином, площа гміни становить 13.43% площі повіту.

## Населення
Станом на 31 грудня 2011:
| Опис     | Загалом | Загалом | Чоловіки | Чоловіки | Жінки | Жінки |
| -------- | ------- | ------- | -------- | -------- | ----- | ----- |
| одиниця  | осіб    | %       | осіб     | %        | осіб  | %     |
| все      | 7198    | 100     | 3669     | 50.97    | 3529  | 49.03 |
| міське   | 0       | 100     | 0        |          | 0     |       |
| сільське | 7198    | 100     | 3669     | 50.97    | 3529  | 49.03 |

## Сусідні міни
Гміна Ельблонг межує з такими гмінами: Ґроново-Ельблонзьке, Маркуси, Мілеєво, Новий Двур-Ґданський, Пасленк, Рихлики, Толькмицько.